# Lisvojaure
Lisvojaure eller Lisvuojávrre är en sjö i Sorsele kommun i Lappland och ingår i Umeälvens huvudavrinningsområde. Sjön har en area på 0,394 kvadratkilometer och ligger 900,1 meter över havet. Lisvojaure ligger i Vindelfjällen Natura 2000-område. Kungsleden passerar sjön och förgrenar några hundra meter söder om Lisvojaure. Vid sjöns sydspets finns en renvaktarstuga. Sjön utflöde mynnar i Lisvuojuhka som korsas av en bro strax söder om Lisvojaure.

## Delavrinningsområde
Lisvojaure ingår i delavrinningsområde (733097-152141) som SMHI kallar för Mynnar i Vindelälven. Medelhöjden är 881 meter över havet och ytan är 22,81 kvadratkilometer. Det finns inga avrinningsområden uppströms utan avrinningsområdet är högsta punkten. Lisvojukke som avvattnar avrinningsområdet har biflödesordning 3, vilket innebär att vattnet flödar genom totalt 3 vattendrag innan det når havet efter 414 kilometer. Avrinningsområdet består mestadels av skog (10 procent) och kalfjäll (86 procent). Avrinningsområdet har 1 kvadratkilometer vattenytor vilket ger det en sjöprocent på 4,4 procent.